# Alitha Martinez
Alitha E. Martinez est une artiste américaine de bande dessinée, plus connue pour son travail comme dessinatrice pour Iron Man de Marvel, Heroes de NBC, et Batgirl de DC.

## Biographie
Martinez travaille chez Marvel Comics depuis les années 1990, lorsqu'elle obtient son premier grand poste comme assistante de Joe Quesada.
Elle a co-créé le méchant Knightfall dans Batgirl #10 (août 2012). Elle a contribué aux illustrations, y compris la couverture, pour l’édition spéciale commémorative de Riverdale par Archie Comics En outre, Alitha a contribué à la bande dessinée du Monde de Wakanda, un spin-off de Black Panther de Marvel Comics, écrit par Roxane Gay et Ta-Nehisi Coates, qui lui a permis en 2018 d'être la première dessinatrice lauréate du prix Eisner de la meilleure mini-série, instauré en 1998. Elle est également la dessinatrice de Jook Joint, scénarisée par Tee Franklin.

## Prix
- 2018 : Prix Eisner de la meilleure mini-série pour La Panthère noire : World of Wakanda (avec Roxane Gay et Ta-Nehisi Coates)